# ائوزین وای
ائوزین وای (به انگلیسی: Eosin Y) یک ترکیب شیمیایی با شناسه پاب‌کم 2-(2,4,5,7-tetrabromo-6-oxido-3-oxo-3H-xanthen-9-yl)benzoate [in its deprotonated form] است. شکل ظاهری این ترکیب، ۶۴۷٫۸۹۰۵۲ است.